# ポリマー紙幣

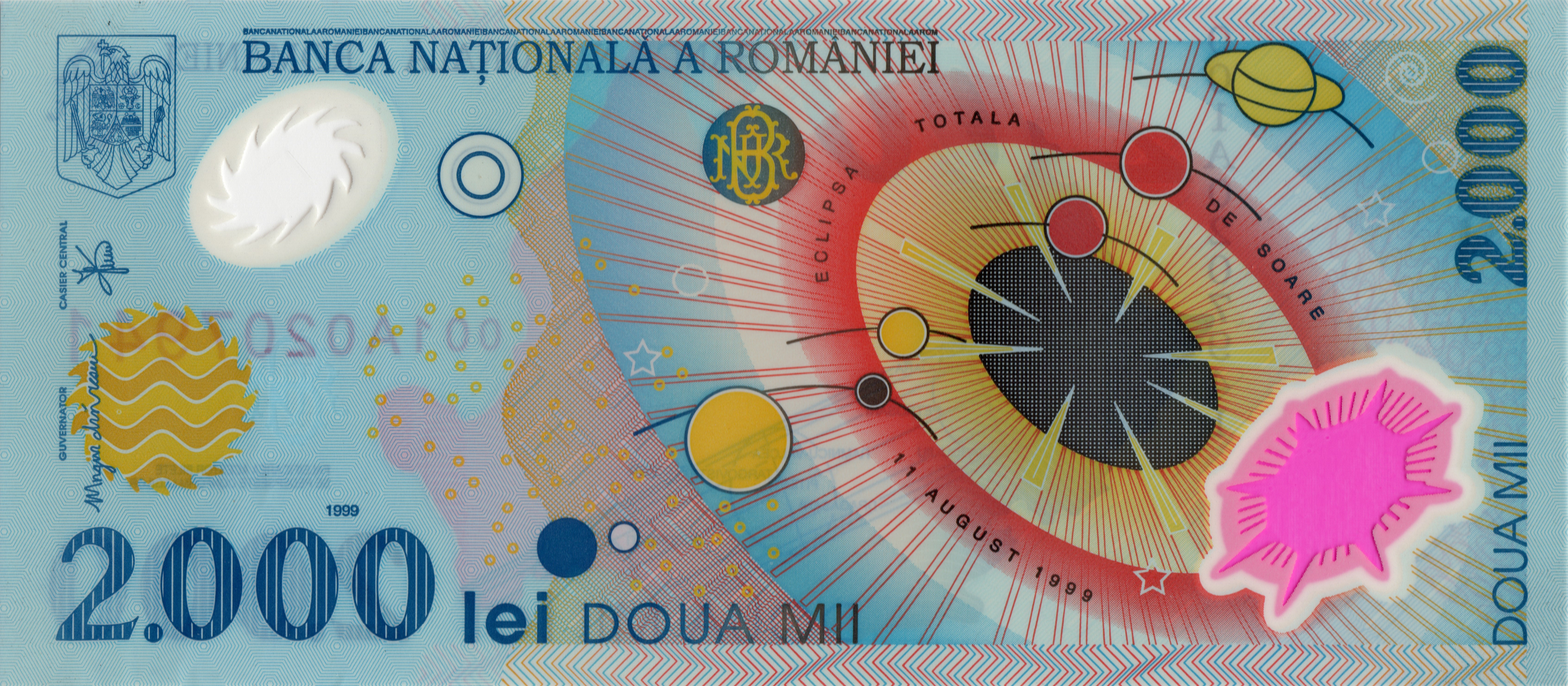
ルーマニアの2,000レイ記念ポリマー紙幣（1999年発行）

ポリマー紙幣（ポリマーしへい、英語: polymer banknotes）は材料として二軸延伸ポリプロピレン（BOPP）を主原料としたフィルム状の合成樹脂を使用した紙幣である。プラスチック紙幣とも呼ばれる。
現在見られるポリマー紙幣はオーストラリア準備銀行 (RBA) とオーストラリア連邦科学産業研究機構 (CSIRO) の共同開発によって作られ、1988年に通貨としてオーストラリアで発行されたのが最初である。そして同国からの技術供与もしくは受託生産によって、2024年現在世界40か国以上でポリマー紙幣が製造・発行され流通している。

## 概要
従来、紙幣に用いる紙の原材料として、耐久性がある麻や綿（日本では楮や三椏）が使用されてきた。だがこれらの材質は一般での調達こそ不可能なものの、質感を似せた偽造紙幣を製造することは比較的容易である為、多くの国々で偽造事件が発生している。
ポリマー紙幣の導入には通貨のセキュリティを飛躍的に向上させるメリットがある。ポリマー用紙の製造や印刷には高度な技術が必要であり、更に印刷前の用紙が透明であることを利用して、向こうが透けて見える窓状の高度な透かしを簡単に設けることができる為、紙の紙幣よりも偽造するのが困難であることが特徴である。2000年代以降は技術の向上に伴ってカラーコピーに対する偽造防止技術（ホログラムや安全線など）をポリマー紙幣に盛り込むことも可能となり、紙幣の偽造抵抗力が飛躍的に向上した。
また、この合成樹脂による紙幣用紙は非繊維質かつ非多孔性の素材であり、引き裂くことが困難で、撥水性を持つことから水で洗うことができ、紙幣の汚染が起きにくいという紙の紙幣には無い特徴を持つ他、全体的に耐久性に優れ、耐用年数が長く、再使用も可能である。このため、製造コストが高くても紙幣の寿命が圧倒的に長いことから結果的に安上がりになる利点がある。そのため、導入国によっては一般に使用頻度が高く寿命の短い低額面の紙幣にのみポリマー紙幣が導入されている例も多い。
難点といえば、生産コストが高く、紙の紙幣よりも熱や一部の薬品に弱いことが挙げられる。特に100℃以上の熱にさらされると紙幣が縮むか溶解してしまい、紙幣としての価値を失ってしまう他、印刷されたインクの耐久性が紙よりも低く、アルコールや硝酸などの薬品に晒されると印刷部分が剥がれるか薄くなってしまうことが報告されている。
また従来の紙による紙幣よりも手捌きが異なり、更に折り目や皺が一度つくと再び平らにすることが難しい（紙幣が丸まる）ことから、現金自動支払機や紙幣識別機で扱うために特別な技術を開発する必要があったことも難点として挙げられる。だが技術の向上やポリマー紙幣の導入国の増加などにより機械判別技術のハードルは下がりつつある。
偽造防止のためにポリマー紙幣を導入しても、贋札犯側の技術向上により今度はポリマー製の偽造紙幣が発見された事例が相次いで報告されており、紙の紙幣向けの偽造防止技術の進化などもあり、ポリマー紙幣の偽造抵抗力の優位性は以前よりも無くなってきているのが現状である。
ポリマー紙幣の環境への影響については、耐久性が高くリサイクルしやすいことから従来環境に優しいとされてきた。しかし2019年には、ポリマー紙幣の二酸化炭素の排出量が従来の紙製の紙幣を上回ってしまうという研究情報が出されている。

## 歴史
世界で最初に紙・布・皮以外の素材を使用した紙幣として発行されたのが、デュポンが開発したポリエチレン繊維による合成紙（商品名タイベック "Tyvek"）によるものである。アメリカ合衆国の民間紙幣印刷会社であるアメリカン・バンクノート・カンパニーが1980年代前半に生産したもので、実際にコスタリカ（20・100コロン紙幣）とハイチ（1・2・50・100・250・500グールド紙幣）がタイベックによる紙幣を発行した。
また、エクアドル、エルサルバドル、ホンジュラス、およびベネズエラの紙幣も試刷されたがこちらは正式に発行されなかった。これらの紙幣は印刷されたインクが熱帯の気候のために溶け出すという事例があり耐久性に問題があった。またイギリスのプリンタ・ブラッドベリ・ウィルキンソン社も、タイベックを使用したマン島（イギリス王室属国）の1ポンド紙幣を1983年から1988年に製造したが、その後はタイベックを使用した紙幣は生産されなくなった。
これは、タイベックは印刷が可能で丈夫な材質であったが、透かしといった偽造防止技術を取り入れる事ができず、また地模様といった多色印刷ができないうえに、流通しているうちに印刷インクが磨耗する欠点があったためである。
現在見られるようなポリマー紙幣は1960年代にオーストラリアで研究が始まった。1960年代当時のオーストラリアでは多発していた通貨偽造への対策が急務となっており、特に近年のカラーコピーの飛躍的な性能向上に伴う偽造事件の更なる増加が懸念されていた。そのため1968年からRBAはCSIROとの共同研究を始め、紙幣に対する偽造防止として1972年に提案された技術を基に、ポリマー紙幣の研究を進めていった。
この技術とは、透明な合成樹脂のフィルムに白いインクを印刷し不透明化したうえで従来の印刷を行い、その上に流通しても磨耗しにくくする保護膜をコーティングするものである。この技術は1980年代に実用化され、世界初のポリマー紙幣として1988年にオーストラリア成立200周年記念10ドル紙幣が発行され、1992年より初の一般流通用ポリマー紙幣である5ドル紙幣が発行された。その後、従来オーストラリア紙幣を印刷していた部署が1990年に民営化しノート・プリンティング・オーストラリアとなったため、この技術にガーディアンという名称を付けて世界各国にポリマー紙幣製造の営業活動を行うようになり、ポリマー紙幣は国外でも導入されるようになった。
その後2013年にイギリスのデ・ラ・ルー社がより複雑な形状の透かしと高度なホログラムの貼付を可能にした改良版のポリマー紙幣を開発。それ以降、新規に発行されているポリマー紙幣はこちらが主流である。

## 現状
2024年現在、一般流通用としてポリマー紙幣を導入している国の数は40カ国を超えており、過去に導入した事例や一般流通を目的としない記念紙幣の素材にポリマーを採用した事例も含めると70カ国以上にもなる。ポリマー紙幣を導入した国の中には前述の欠点などで市民からの不評を買う、金種が廃止されるなどの理由で紙の紙幣に戻した事例も存在する。
- 全券種をポリマー紙幣に置き換えた国
  - オーストラリア（1992年〜1996年）、ブルネイ（1996年）、ルーマニア（1999年〜2005年）、ニュージーランド（1999年）、ニカラグア（2008年）、カナダ（2011年〜2013年）、モーリシャス（2013年〜2024年）、バヌアツ（2014年）、モルディブ（2015年）、イギリス（2016年〜2021年）、モーリタニア（2017年）、東カリブ諸国（2019年）、コスタリカ（2019年）、トリニダード・トバゴ（2020年）、バルバドス（2022年）、フィリピン（2022年〜2025年）等
- 一部の券種をポリマー紙幣に置き換えた国
  - メキシコ（2002年〜2021年）、ベトナム（2003年〜2006年）、マレーシア（2004年）、シンガポール（2004年）、パプアニューギニア（2005年〜）、フィジー（2005年）、香港（2007年）、ナイジェリア（2007年）、チリ（2009年）、ボツワナ（2018年）、北マケドニア（2018年）、リビア（2019年〜2025年）、アルバニア（2019年）、ソロモン諸島（2019年）、アンゴラ（2020年）、サウジアラビア（2020年）、アラブ首長国連邦（2021年〜2023年）、ウルグアイ（2021年）、タイ（2022年）、エジプト（2022年）、トンガ（2023年）、サモア（2023年）、バミューダ（2024年）等
- 過去にポリマー紙幣を導入していた国
  - インドネシア、ザンビア、イスラエル、バングラデシュ、グアテマラ、ドミニカ共和国、カーボベルデ、サントメ・プリンシペ等

以下に各国での発行・導入事例を列挙する。
- オーストラリアは1992年に流通する全券種の紙幣をポリマー紙幣に移行することを決定し、1996年までに実施した。
- サモアで1990年に2タラの記念紙幣が発行されたが、その後流通用の紙幣として7回にわたり増刷され現在も流通している。
- シンガポールでは1990年8月に50ドルの記念紙幣が発行されたが、通常に流通するポリマー紙幣として10ドルを2004年に発行し2006年には2ドルもポリマー紙幣に換えた。1991年6月にパプア・ニューギニアは記念2キナ紙幣を発行し、1993年2月にクウェートがクウェート解放1周年記念紙幣を発行した。
- 1993年にインドネシアもスハルト政権25年を記念する50000ルピア紙幣を発行し、100000ルピアの最高額流通紙幣もポリマー紙幣に変更されたが、現在はいずれも紙の紙幣に戻されている。
- その後も1999年5月3日にニュージーランドが5ドルから100ドルまですべてポリマー紙幣に置き換え、ルーマニアも同様にポリマー紙幣に置き換えている。
- 2011年にカナダ銀行が、カナダドルの全紙幣をポリマー紙幣に置き換えた。
- 記念紙幣にのみポリマー紙幣を採用した事例として、中華民国（台湾）の中華民国中央銀行が1999年6月にニュー台湾ドル50周年記念50ドル紙幣をポリマー紙幣で発行したほか、中華人民共和国の中国人民銀行も2000年11月にミレニアム記念100人民元紙幣を発行している。
- 通常流通する紙幣として一部の券種であるが、ベトナムは1万ドン札以上の紙幣から、2005年にはメキシコ、2007年には香港の10ドル政府紙幣、2008年にナイジェリアとイスラエルで、2012年にはフィジーの5ドル紙幣が、2016年から2021年にかけてイギリスのポンド紙幣4種が、それぞれポリマー紙幣に移行した。